# Ferdinand von Rayski
Louis Ferdinand von Rayski (ur. 23 października 1806 w Pegau, zm. 23 października 1890 w Dreźnie) − niemiecki malarz i grafik z XIX wieku, znany głównie jako portrecista.

## Życiorys
Ferdinand von Rayski był synem Johanna Carla von Rayskiego, saskiego wojskowego, uczestnika wojen napoleońskich. Po rychłej śmierci ojca, zmarłego w niewoli rosyjskiej w 1813 roku, wychowywała go dalsza rodzina. Pierwsze lekcje rysunku otrzymał jako nastolatek od drezdeńskiego malarza Karla Gottfrieda Traugott Fabera. W 1825 roku ukończył Kunstakademie w stolicy Saksonii. Przez kolejne cztery lata służył jako młodszy oficer w pułku anhalckim. Długi hazardowe zmusiły go do porzucenia służby wojskowej. Przez dwa lata wiódł wędrowne życie jako portrecista szlachty w Hanowerze i na Śląsku.
W 1831 roku powrócił do Drezna. Wkrótce powstały jego pierwsze znane prace (Portret Augusta von Leyßera, 1834). W latach 1834−1835 wyjechał do Paryża, gdzie poznał malarstwo Antoine'a Verneta i Paula Delaroche'a oraz Théodore'a Géricaulta i Eugène'a Delacroix. Pod ich wpływem von Rayski zaczął tworzyć sceny historyczne (Zabójstwo Tomasza Becketa, 1835). Przez kolejne lata podróżował po Niemczech, do Drezna powrócił w 1840 roku i mieszkał tam do swojej śmierci w 1890 roku.
W późniejszej twórczości Ferdinand von Rayski zajmował się głównie malarstwem portretowym, tworząc wizerunki członków saskiej rodziny królewskiej i arystokracji. Wiele z jego dzieł pozostawało w rękach prywatnych i zostało ponownie odkrytych dla szerszej publiczności dopiero przy okazji wystawy malarstwa XIX wieku w berlińskiej Nationalgalerie w 1906 roku.